# Трентіно-Альто-Адідже
Тренті́но-А́льто-А́дідже (італ. Trentino-Alto Adige, нім. Trentino-Südtirol, ладин. Trentin-Südtirol) — гірська область з особливим статусом в північній Італії, розподілена на провінції Тренто (TN) та Больцано (BZ). Площа 13607 км², населення 1 048 799 осіб (2012). Столиця — Тренто.
Найбільші річки: Адідже (410 км), Ізарко (85 км), Сарка (78 км).
Найвищі гори: Ортлес (3905 м), Чеведале (3757 м), Палла Б'янка (3738 м).
Національний парк Стельв'йо. Регіональні природні парки: Адамелло Брента, Паневеджо-Пале ді Сан Мартіно, Доломіті ді Сесто, Фанес Сеннес Браєс, Группо ді Тесса, Монте Корно, Пуец Одле, Шільяр, Ведретте ді Рієс-Ауріна.
Пам'ятки історії й культури: Замок Кастелло ді Буонкосільйо, собор (Тренто), собор (Больцано).
Типова страва — канедерлі (варені кульки, що сформовані з суміші розмоченого в молоці черствого хліба, борошна, яєць і шматочків шинки й салямі).
Типові вина — Каберне, Лаґрайн, Марцеміно, Мерло, Мюллер-Тургау, Піно, Терольдеґо Ротальяно, Трамінер ароматіко. З околиць тутешнього містечка Трамін походить відомий винний сорт винограду Ґевюрцтрамінер.

## Мови
Область за мовною ознакою поділена на дві частини. У північній частині, що межує з Австрією, переважає німецька, у південній — італійська. Офіційними мовами області є італійська та німецька. Але у двох східних долинах офіційний статус має також і ладинська мова. Школи німецькомовні та італійськомовні, також викладається ладинською. Державні службовці здають екзамен з італійської мови, якщо вони південно-тірольці або з німецької, якщо вони італійці.